# طاق تاوی
طاق تاوی روستایی است  در دهستان ارکوازی بخش چوار شهرستان شهرستان چوار